# Elias-Landolt-Denkmal

Das Elias-Landolt-Denkmal (2018)

Das Elias-Landolt-Denkmal ist dem Forstwissenschaftler Elias Landolt (1821–1896) gewidmet. Es wurde von Raimondo Pereda geschaffen, 1899 eingeweiht und steht vor dem Westbau des Land- und Forstwirtschaftlichen Instituts (LFW) der Eidgenössischen Technischen Hochschule in Zürich, der es auch gehört.

## Geschichte
Elias Landolt lehrte seit der Gründung der heutigen ETH als Eidgenössisches Polytechnikum 38 Jahre lang an deren Forstschule und stand der Hochschule 1867–1871 als Rektor vor. Ausserdem war er 1864–1882 Oberförster des Kantons Zürich und präsidierte 1862 und 1883–1893 den Schweizerischen Forstverein. 1893 zog er sich aus seinen öffentlichen Ämtern zurück und starb am 18. Mai 1896 im Alter von 74 Jahren in Zürich.
Noch im Oktober 1896 bildete der Vorstand des Schweizerischen Forstvereins einen Unterausschuss zur Projektierung eines Denkmals für den Verstorbenen. Die geplante Bronzebüste sollte mit Spenden finanziert und im Garten der Forstschule aufgestellt werden. 1898 eröffnete der Ausschuss einen Wettbewerb zur Erlangung von Entwürfen. Die Kosten sollten 5000 Franken nicht übersteigen, womit das Denkmal weitaus günstiger war als das auf 35'000 Franken budgetierte, zeitgleich geplante Alberich-Zwyssig-Büstendenkmal in Bauen UR. Mit der Ausführung wurde schliesslich der Tessiner Bildhauer Raimondo Pereda betraut.
Die Einweihung fand am 20. August 1899 im Beisein von Landolts Familie statt. Insgesamt waren etwa 60 bis 100 Personen anwesend, neben Vertretern der Universität, der Kantonsregierung, der Behörden, des Forstvereins und weiterer Vereine und Genossenschaften auch etwa 50 Förster, die überwiegend ehemalige Schüler des Geehrten waren. Zunächst hielt Landolts Nachfolger als Präsident des Schweizerischen Forstvereins James-Constant Roulet (1842–1918) eine Rede auf Französisch, in der er Landolts Verdienste rühmte und die Hoffnung äusserte, sein Denkmal möge künftigen Förstern als Ansporn zu reger Tätigkeit dienen: 

«An dieser Stätte […] wird sein Bild begeisternd und fördernd auf die forstliche Jugend wirken; sein gradausschauender, klarer Blick, seine eherne Stirn, sie rufen den jungen Pflegern des Waldes zu: ‹Schafft, schafft, schafft!›»

Sodann übereignete Roulet das Denkmal dem Polytechnikum, das vom Präsidenten des Schweizerischen Schulrats (der Vorgängerinstitution des ETH-Rats) Hermann Bleuler repräsentiert wurde, der es dankend in Empfang nahm. Der Zürcher Regierungspräsident Johannes Stössel und Landolts ältester Sohn Major Emil Landolt (1859–1938), der ebenfalls Forstmeister geworden war, hielten weitere Reden. Zum Schluss legte Landolts Enkelin oder jüngste Tochter einen «bescheidenen Kranz aus Waldheide» vor dem Denkmal nieder.
Im Rahmen der Einweihung des neuen Gebäudes des Land- und Forstwirtschaftlichen Instituts wurde das Denkmal 1916 umgesiedelt.

## Beschreibung
Die 84 cm hohe Bronzeplastik zeigt ein Brustbild von Landolt und ist rechts mit «R. Pereda» signiert. Das 1,47 Meter hohe Postament ist aus braunem Rosengranit gehauen und trägt die Inschrift: «ELIAS LANDOLT / OBERFORSTMEISTER / UND / PROFESSOR / 1821–1896».